# 806 Gyldenia
806 Gyldenia este o planetă minoră (asteroid), cu un diametru de 83,103 km, din centura de asteroizi. A fost descoperită pe 18 aprilie 1915 la Observatorul Königstuhl de Max Wolf și a fost numită după Hugo Gyldén⁠(d). 
Obiectul prezintă o orbită caracterizată de o semiaxă mare de 3,2060507071922 UAi, o excentricitate de 0,081663143692444, o înclinație de 14,239 ° în raport cu ecliptica.